# Ferdinand Alexander Porsche
Ferdinand Alexander Porsche (F.A. Porsche), kallad "Butzi", född 11 december 1935 i Stuttgart, död 5 april 2012 i Salzburg, var en tysk formgivare (bland annat av Porsche 911 och Porsche 904) och grundare av Porsche Design. Han är son till Ferry Porsche och sonson till Ferdinand Porsche. F.A. Porsche lämnade moderföretaget Porsche KG tillsammans med övriga familjemedlemmar när företaget ombildades till aktiebolag 1971/1972.